# 母娘乱館
『母娘乱館』（おやこらんかん）は、2012年9月28日にアリスソフトから発売されたアダルトゲームである。パッケージ版に先行し、同年9月14日からDMMでダウンロード版の独占販売が開始されている。
2013年9月27日にはピンクパイナップルからアダルトアニメ版が発売された。
2014年2月8日にはD☆Collectionからアダルトビデオ版が発売され、ピエロ田が監督を務めた。

## 内容

### ゲームシステム
護を操作して、ヒロインたちを世話していき、絆を深め、ポイントをためる。たまったポイントを使ってヒロインとエッチして受精ゲージをためていく。ヒロインが性交時に快感を覚えると、一時的にタマゴを作ることがある。タマゴ所持時は、受精ゲージの上がる速度が増し、妊娠しやすくなる。ただし、タマゴが消失すると、ゲージはリセットされる。
ヒロインたちは館内を動き回るが、ヒロインの居場所は地図上に表示される。敵が館に侵入しヒロインに接触する際に防衛戦が開始され、主人公がヒロインのそばにいる場合、主人公は敵を追い返すことができる。ヒロインが一人きりの時、ヒロインは貞操ガードを用いて敵を追い返すことができる。貞操ガードは、主人公との絆が深いほど枚数も増え、強力なものになっていく。もし貞操ガードがすべて破壊された時は敵に寝取られてしまう。

### ストーリー
天涯孤独だった護は神代家に引き取られた。当主の妻神代紗夜やその娘の琴音と莉々子たちに囲まれながら使用人として働く護。だが、当主が病に倒れたため、山奥の屋敷で暮らすようになると、ある問題が発生する。それは神代家の3人の女性が、村人の性的な視線にさらされることだった。また、紗夜には跡継ぎとなる男子を産めないという悩みもあった。
やがて当主の跡継ぎが生まれないことを理由に、村人たちは「宴」という儀式に琴音を参加させるように要求する。その儀式は若い女性を村人みなで輪姦して妊娠させるというものだった。護は村人たちの魔手から琴音を守るように尽力するが、やがて紗夜や莉々子までも犯そうとする者たちが現れる。周囲のあらゆる男が彼女たちを孕ませようとしており、一歩間違えばすぐに神代家の女性たちは凌辱の憂き目にあって妊娠してしまうだろう。さらに琴音が前年に宴において慰み者となっていたことが発覚する。護は衝撃を受けながらも、彼女たちが新たにレイプされるという事態を回避し、自らの愛する女性と結ばれて彼女たちを妊娠させることを目指す。

## 登場人物
キャストは特別な事情がない限り、ゲーム版準拠。

### 主人公
護（まもる）
本作の主人公である少年。住んでいた村を襲った大災害から生き残ったところ、居合わせた神代家の家族に拾われて一緒に育ち、現在では同家の使用人として働いている。
一緒に育った仲のヒロインたち3人たちには慕われており、彼女たちを敵から守るべく行動を起こす。

### ヒロイン
神代琴音（かみしろ ことね）
声 - 岬友美
神代家の長女で、護にとっては年上の姉ともいえる存在。長い栗毛の清楚な美少女で、誰からも愛される優しい性格。実は養子で神代家を守るために、村人たちによる儀式「宴」の生け贄とされそうになる。かつて「宴」において村人たちによって輪姦されてしまったことがあり、そのせいで精神を病んでいたが、護を心の支えとして立ち直った。
神代莉々子（かみしろ りりこ）
声 - 桜井美鈴
神代家次女で、護を兄さまと慕う。幼い少女で、乳房もまだあまり膨らんではいない。和服を好んでおり、服装は着物・足袋・草履を着用している。処女。選択肢によっては同級生の男子や不良たちに嬲られ、妊娠してしまう。
神代紗夜（かみしろ さや）
声 - 伊東もえ
莉々子の母で、一騎の妻。 護のことも、実子同前にかわいがっている。
期日までに男子の跡取りを儲けなくてはならず、非常にあせっている。その弱みのせいで、ルートによっては村の男性たちの慰み者となり妊娠する。

### サブヒロイン
雪乃（ゆきの）
声 - 白月かなめ
神代家のメイド。銀髪の少女。処女。いつも冷たい表情で他人とあまりかかわらない。ルートによっては護と恋仲となり、彼の子を身ごもる。村人にも狙われているので、選択肢によっては彼らに襲われて妊娠する。
兼田 響子（かねだ きょうこ）
紗夜の友人の美女。夫のある身だが、護と性行為を行う。

### その他の人物
神代 一騎（かみしろ いっき）
神代家当主にして、紗夜の夫。現在療養中のため、紗夜に任せている。
篠原（しのはら）
一騎の部下で、紗夜の補佐役。護のことは好きではない。
藪井（やぶい）
神代家の専属の医者を務める腹の出た中年男性。性知識の乏しい病弱な莉々子を狙っている。
舟木（ふなき）
神代家執事。妻子ある身でありながら、紗夜に思いを寄せている。
大野（おおの）
ふもとの村の村長。村の悩みを相談しに紗夜のもとを訪れている。
かつては医者で、藪井とも顔見知り。
進士（しんじ）
村の不良。一騎を恨む一方、紗夜には恩を感じている。
貞二（じょうじ）
進士と一緒に行動する不良。
兼田 真人（かねだ まさと）
響子の息子で、琴音と仲良くする護を快く思わない。莉々子とは同級生で、尊敬の念を抱いている。
小出（こいで）
琴音に思いを寄せる庭師。

## スタッフ
- 監督：風麟
- 原画：MIN-NARAKEN